# Andrély
Andrély (Rio de Janeiro, 1976) é um mágico e ilusionista luso-brasileiro.

## Apresentações
- Magic Castle em Holywood[2]
- 24 horas de magia de cerca em Zamora - Espanha[3]
- Leon Vive La Magia em leon - Espanha[4]
- Encontros de Coimbra[5]

## Televisão e filmes
- Consultor do Truque Vip - Domingão do Faustão[6]
- Finalista do "Portugal Tem Talento" na SIC[7][8]
- Le Plus Grand Cabaret Du Monde[9]
- Programa do Jô[10]
- Mais Você de Natal - Ana Maria Braga[11]
- Mais Você - Quadro: Dando um Retoque[12]
- Encontro com Fátima Bernardes[13]
- Filme "O Auto da Boa Mentira"

## Prêmios internacionais
1994 - 3º Lugar no concurso de mágico organizado pelo CBI (Círculo Brasileiro de Ilusionismo)
1998 - Prémio Sated/RJ, considerado o mágico do ano. (Sated: Sindicato dos artistas e técnicos em espectáculos do Estado Rio de Janeiro)
2004 - 2º Lugar no concurso do festival internacional de ilusionismo Magicvalongo Portugal
2006 - Top 10 Capionato Mundial de Mágicas
2006 - 1º Lugar no concurso internacional de mágica em Almussafes (Espanha)
2007 - 3º Lugar no concurso internacional de  mágica em  Sant Júlia (Andorra)
2008 - Bi - Campeão no concurso internacional de mágica em Almussafes (Espanha).

## Espetáculos
- IMAGINA[1][16]
- Alakazam[17]
- Nada Na Manga[18]
- Andrély, A Arte do Ilusionismo
- Andrély, A Arte da Imaginação[19]